# Repas de bébé
Le Repas de bébé (tj. Krmení dítěte) je francouzský krátký film z roku 1895. Režisérem je Louis Lumière (1864–1948). Film trvá necelou minutu. Byl součástí programu prvního komerčního filmového promítání bratří Lumièrů, které se konalo 28. prosince 1895 v Paříži.
Andrée Lumière (ve filmu jako malé dítě), dcera Augusta Lumièra, zemřela ve věku 24 let v roce 1918 na španělskou chřipku. Film byl sice veřejně promítán, nicméně vznikl za osobní touhou zachytit každodenní chvíli.

## Děj
Film zachycuje tatínka Augusta krmit svoji malou dceru Andrée, která sedí uprostřed. Matka Marguerite si mezitím nalije šálek čaje nebo kávy, ale poohlédne se, když Andrée dostane sušenku. Poté co se Auguste vrátí ke krmení dítěte, Marguerite vypije svůj šálek nápoje.